# Mattiwilda Dobbs
Mattiwilda Dobbs (11 juillet 1925 à Atlanta, Géorgie - 8 décembre 2015) est une soprano afro-américaine, l'une des premières chanteuses noires à jouir d'une carrière internationale à l'opéra.

## Biographie
Fille de parents éminents dans la communauté afro-américaine d'Atlanta, elle étudie le piano dès l'enfance et chante dans le chœur de sa paroisse. Elle commence des études de chant au collège Spelman dans sa ville natale, puis avec l'aide d'une bourse, elle se rend à New York pour étudier avec Lotte Leonard. Récipiendaire d'une autre bourse, elle part pour Paris, où elle complète sa formation avec Pierre Bernac.
Après avoir gagné un concours de chant à Genève, elle débute au festival de Hollande en 1952, dans Le Rossignol de Stravinsky. Elle est alors rapidement invitée dans les différents festivals et théâtres d'Europe (Glyndebourne, Milan, Londres, Paris, Vienne, Hambourg, Stockholm, etc).
Ses succès en Europe lui valent une invitation au Metropolitan Opera de New York, où elle débute le 9 novembre 1956, en Gilda dans Rigoletto. Elle est la première soprano noire à se produire sur cette scène, un an après Marian Anderson et elle est la première chanteuse noire à obtenir un contrat à long terme dans ce théâtre, elle y chante huit saisons consécutives, ses rôles incluent Lucia, Zerlina, Oscar, Zerbinetta, Olympia, etc. Elle se produit aussi régulièrement au San Francisco Opera, ainsi qu'en concert dans plusieurs villes des États-Unis. 
Elle se retire en 1974, et enseigne d'abord à l'université du Texas, puis à l'université Howard à Washington.
Soprano léger, Mattiwilda Dobbs était admirée pour la beauté et la fraîcheur de son timbre ainsi que pour son agilité.

## Sources
- David Hamilton, The Metropolitan Opera Encyclopedia, Simon & Schuster, 1987,  (ISBN 9780671617325)